# Ukrajinci Hrvatske (knjiga)
Ukrajinci Hrvatske (ukr. Українцi Хорватiї) je knjiga tiskana na ukrajinskom jeziku, izdana u Zagrebu 2002. godine od strane Kulturno-prosvjetnog društva Rusina i Ukrajinaca Zagreba, koje se nalazi u sklopu organizacije Saveza Rusina i Ukrajinaca RH. 
U knjizi je pomoću grupe autora predstavljena sažeta povijest doseljenja i aktivnosti Ukrajinaca i Rusina na hrvatskim prostorima, njihova društveno-politička uloga prije Drugog svjetskog rata, zatim u sklopu bivše Jugoslavije i potom suvremene Hrvatske. 
Knjigu su uredili ukrajinski društveni aktivisti Slavko Burda i Boris Graljuk. Knjigu je moguće posuditi u zagrebačkoj Središnjoj knjižnici Rusina i Ukrajinaca RH, u prostorijama organizacije Saveza Rusina i Ukrajinaca RH ili u prostorijama Ukrajinske zajednice RH.

## Vanjske poveznice
- Knjiga Ukrajinci Hrvatske na internetu (pdf)  Arhivirana inačica izvorne stranice od 19. prosinca 2009. (Wayback Machine)
- Savez Rusina i Ukrajinaca RH  Arhivirana inačica izvorne stranice od 13. studenoga 2013. (Wayback Machine)
- Ukrajinska zajednica Republike Hrvatske  Arhivirana inačica izvorne stranice od 17. prosinca 2009. (Wayback Machine)
- Središnja knjižnica Rusina i Ukrajinaca Republike Hrvatske  Arhivirana inačica izvorne stranice od 8. veljače 2010. (Wayback Machine)